# Paraphormosomatinae
De Paraphormosomatinae zijn een onderfamilie van de Phormosomatidae, een familie van zee-egels uit de orde Echinothurioida.

## Geslachten
- Paraphormosoma Mortensen, 1934